# Agrafe des vols au front
 (septembre 2020).
Si vous disposez d'ouvrages ou d'articles de référence ou si vous connaissez des sites web de qualité traitant du thème abordé ici, merci de compléter l'article en donnant les références utiles à sa vérifiabilité et en les liant à la section « Notes et références ».
L’agrafe des vols au front (en allemand, Frontflugspange) est une décoration militaire allemande du Troisième Reich, mis en place le 30 janvier 1941 par le Commandant en chef de la Luftwaffe: Hermann Göring pour commémorer les aviateurs qui ont effectué un certain nombre de missions réalisées dans un type d'aéronef.
L'insigne se présente en bronze, argent ou or avec parfois inclusion de diamants. Le dessin de cet insigne a été réalisé par le professeur von Weech. L'insigne mesure 76 mm de long et de 25 mm de large pour un poids de 20 grammes. Au centre de l'insigne est représenté un pictogramme symbolisant le type de missions. Un petit fanion métallique suspendu à l'insigne indique le nombre de missions obtenues dans un type d'aéronef.

## Histoire
L’agrafe des vols au front a été délivré pour des missions achevées dans des unités de la Luftwaffe suivantes :
- Chasseurs de jour
- Chasseurs de nuit
- Chasseurs de jour longue distance
- Support aérien au sol/attaque au sol
- Bombardement
- Reconnaissance
- Transports et planeurs

Les différents insignes ont été inaugurés par le Reichsmarschall Hermann Göring le:
- 30 janvier 1941 pour l'insigne de combat de la Luftwaffe avec trois classes pour respectivement 20, 60 et 110 missions[1]
- 26 juin 1942 pour le fanion avec l'agrafe des vols au front en or
- 29 avril 1944 pour le fanion avec le nombre de missions

Conformément à la loi sur les titres, ordres et décorations du 26 juillet 1957, le port de l'Agrafe des vols au front dans la version du Troisième Reich dans la République fédérale d'Allemagne a été autorisé, à condition que la croix gammée soit enlevée.

## Types
Agrafe des vols au front en bronze
20 missions effectuées sont nécessaires pour se qualifier
Agrafe des vols au front en argent
60 missions effectuées sont nécessaires pour se qualifier
Agrafe des vols au front en or
110 missions effectuées sont nécessaires pour se qualifier
Agrafe des vols au front en or avec fanion
Le nombre de missions pris en compte varie en fonction du type de missions
- Chasseurs de jour et les unités de transport : 500 missions
- Air des combattants au sol : 400 missions
- Bombardements, Secours air-mer et reconnaissance météo : 300 missions
- Reconnaissance et chasseurs de nuit : 250 missions

Agrafe des vols au front avec fanion
Le nombre de missions pris en compte suit la numérotation suivante: 200, 300, 400, 500, etc.